# Коломийка (Підляське воєводство)
Коломийка (пол. Kołomyjka) — село в Польщі, у гміні Рутки Замбровського повіту Підляського воєводства.
Населення — 124 особи (2011).
У 1975—1998 роках село належало до Ломжинського воєводства.

## Демографія
Демографічна структура станом на 31 березня 2011 року:
|          | Загалом | Допрацездатний вік | Працездатний вік | Постпрацездатний вік |
| -------- | ------- | ------------------ | ---------------- | -------------------- |
| Чоловіки | 63      | 9                  | 47               | 7                    |
| Жінки    | 61      | 9                  | 36               | 16                   |
| Разом    | 124     | 18                 | 83               | 23                   |